# Jethro Tull
Jethro Tull je engleski rock sastav, osnovan 1967. godine. Jethro Tull je bio osobito popularan tijekom 1970-ih te je njegova glazba bila neobična zbog specifična glasa frontmena grupe Iana Andersona te zbog njegova sviranja flaute. Sastav je izvorno nastao kao tipičan britanski blues rock sastav, no kasnije je počeo eksperimentirati s raznim glazbenim stilovima uvođenjem nekih elemenata klasične glazbe, narodne glazbe i jazza.
Tijekom svoje dugogodišnje karijere sastav je prodao preko 60 milijuna ploča.

## Životopis

### Početci 1962. – 1968.
Osnivač i spiritus movens sastava Ian Anderson, svoju glazbenu karijeru započeo je 1962. u Blackpoolu, kao pjevač sastava The Blades
Sastav je 1964. narastao na sedam članova i prezvao se u The John Evan Band,-  1967. sastav se preselio u Luton pored Londona, nadajući se većem obimu posla. No preseljenje im nije donijelo nikakve nove angažmane, te se je većina članova sastava vratila u Blackpool, u Lutonu su ostali jedino pjevač 
Ian Anderson i basist Glenn Cornick, oni su pronašli nove članove u samom Lutonu; gitarista Mick Abrahamsa i njegova prijatelja, bubnjara Clive Bunkera. 
Taj novi sastav je često mijenjao ime (po želji agenata koji bi ih angažirali za nastupe) poslije izvjesnog imena nazvali su se "Jethro Tull" po uzoru na engleskog pionira zemljoradnje Jethro Tulla iz 18. stoljeća.
Prvu singl ploču "Sunshine Day" (autor: Mick Abrahams) objavili su 1968., te iste godine objavili su i prvi LP This Was s mješavinom bluesa i jazza. Nakon tog sastav napušta gitarist Abrahams, na njegovo mjesto uskočio je Tony Iommi, iz grupe Earth (kasniji  Black Sabbath). S njim su Jethro Tull nastupili na koncertu i istoimenom filmu kojeg su organizirali Rolling Stonesi - The Rolling Stones Rock and Roll Circus, i snimili pjesmu "A Song For Jeffrey".
U studenom 1968. Iommi se vratio u svoj raniji sastav Earth. Novi gitarist postao je David O'List (iz sastava The Nice) no i on je ubrzo napustio grupu.>

### 1969. – 1971. izgradnja vlastitog glazbenog stila
Nakon audicije sastav je izabrao novog gitaristu Martina Barrea, koji je uz pjevača Andersona postao najdugovječniji član tog sastava, koji je postao poznat po čestim kadrovskim izmjenama.
Sastav je u novoj postavi snimio 1969. album Stand Up, koji je bio i ostao jedini #1 LP koji je grupa imala u  UK. Autor svih pjesama bio je Ian Anderson (osim jazz obrade suite u E molu za flautu J. S. Bacha - BWV 996). Taj album bio je jasan korak grupe prema progresivnom rocku koji je tad bio u modi. Istovremeno Tullovci su snimili i singl ploču "Living in the Past" koja se popela na #3 britanskih top ljestvica. Nakon tog sastav je uzeo klavijaturista John Evana 1970. s njim kao pojačanjem snimili su album Benefit.
Nakon tog otpušten je basist Cornick u prosincu 1970., njega je zamijenio Jeffrey Hammond, Andersonov prijatelj iz djetinjstva.
U toj postavi snimili su 1971. svoj najpoznatiji album Aqualung, na njemu se Anderson ogledao kao vrsni pjesnik koji je napisao dojmljive stihove o religiji i društvu.

### 1972. – 1976. faza progresivnog rocka
Zbog učestalih i napornih turneja sastav je napustio bubnjar Clive Bunker, na njegovo mjesto uskočio je Barriemore Barlow početkom 1971. S njim je sastav snimio EP Life Is a Long Song i album  Thick as a Brick, - koji je za razliku od stihova u  Aqualungu bio vrlo prozaičan i sadržao samo jednu jedinu pjesmu (to je bio prvi takav slučaj u povijesti rock glazbe).  Album se odlično prodavao, čak se uspio popesti na #1 Billboardove ljestvice pop albuma u SAD.
Sredinom 1970-ih, Jethro Tull više nisu bili miljenici glazbenih kritičara, ali su i nadalje imali opsesivno vjernu publiku. 1974. snimili su album War Child koji se dokopao #2 američke Billboard ljestvice. S tog albuma je i pjesma "Bungle in the Jungle", koja je bila i ostala njihov najveći radijski hit.
Godine 1975., sastav je izdao LP Minstrel in the Gallery, koji je po mnogočemu nalikovao na Aqualung za koji mnogi obožavaoci drže da je najbolji od svih njihovih albuma.
Za velike turneje 1975. Dee Palmer, dotadašnji aranžer sastava postao je i službeno član grupe kao klavijaturist i čovjek za sintesajzer. Ali ih je ubrzo nakon turneje, napusto basist Hammond, na njegovo mjesto došao je John Glascock iz sastava Carmen (bili su često predgrupa na koncertima.
Tullovci su 1976. izdali album Too Old to Rock 'n' Roll: Too Young to Die! još jedan konceptualni album, ovaj put na temu starenja rockera (nešto poput našeg Dade Topića i njegova albuma Život u čizmama sa visokom petom.

### 1977. – 1979. okretanje folku
Tullovci su sedamdesete završili izdavši tri folk rock albuma; Songs from the Wood, Heavy Horses i Stormwatch. Album  Songs from the Wood je glazbena kritika lijepo primila, - to je bio prvi album nakon Living in the Past, koji je dobio pozitivne kritike. Okretanje folku bila je poljedica intenzivnog druženja s folk rock grupom Steeleye Span koju su Tullovci često pratili.
Jethro Tull su iznad svega rado i učestalo koncertrirali, - i bili atrakcija na svojim nepredvidivim nastupima, zbog tog su 1978. objavili dvostruki live album Bursting Out
Basist grupe John Glascock, umro je 1978. nakon operacije na otvorenom srcu, nakon toga je i bubnjar Barriemore Barlow napustio grupu (nešto prije toga otišli su Palmer i Evan), tako da su jedini stari članovi bili pjevač i flautist Ian Anderson i gitarist Martin Barre.

### 1980. – 1984.  faza elektroničkog rocka
Prvi planirani album 1980-ih - A, bio namijenjen predstavljanju Iana Andersona kao solo izvođača. Andersonu su se pridružili brojni glazbenici sa strane između ostalog i Frank Zappa taj album je oštro odskakao od dotadašnjeg zvuka Tullovaca zbog naglašene uporabe sintesajzera. No diskografska kuća Chrysalis Records, njihov službeni izdavač, izvršila je pritisak na Iana Andersona te je on snimljeni materijal ponovno doradio i objavio kao album grupe Jethro Tull.
Nakon toga uslijedile su brojne i učestale kadrovske promjene u sastavu, ali su Tullovci i nadalje odlazili na dugotrajne turneje i snimali video spotove. Pjevač Ian Anderson objavio je 1983. solo album Walk into Light (duboko prožet elektroničkom glazbom), a i grupa je 1984., izdala u sličnom duhu album Under Wraps, no taj album im je loše prošao pogotovo u Americi. Nakon toga se sastav ponovno osipao i Tullovci su uzeli trogodišnju pauzu, Ian Anderson je imao problema s grlom, a bio je započeo posao s uzgojem riba.

### 1987. – 1994. faza hard rocka
Jethro Tull su se vratili na scenu 1987.  s albumom  Crest of a Knave. Kako su ostali bez sintesajzera oslonili su se više na stari dobri zvuk električne gitare, ranih 1970-ih Martina Barrea, album je kritika dobro primila, a ostvario je i lijep komercijalni uspjeh.
Jethro Tull je 1989. za taj album dobio Grammy za najbolju hard rock izvedbu, pobijedivši velikog konkurenta Metallicu s albumom ...And Justice for All. Ono što je kuriozum, na savjet svoga menadžera, koji im je rekao da nemaju nikakve šanse da pobjede, nitko iz Jethro Tulla nije prisustvovao svečanoj dodjeli nagrada.
Tullovci su 1989. izdali album Rock Island koji nije ponovio uspjeh prethodnog albuma, 1991. izdali su LP Catfish Rising koji je doživio nešto bolji prijam.

### Od 1995. do danas, world music faza
Nakon velike turneje 1992., Anderson se ponovno vratio flauti, i počeo pisati pjesme pod velikim utjecajem onog što se zove world music (glazba iz zemalja trećeg svijeta) takve su mu pjesme;  "Out of the Noise" i "Hot Mango Flush".
Ian Anderson izdao je 1995., svoj drugi album Divinities: Twelve Dances with God, s dvanaest instrumentalnih skladbi za flautu.
Sastav Jethro Tull izdao je 2003. album The Jethro Tull Christmas Album, s brojnim tradicionalnim božićnim pjesmama, te ponekom vlastitom na temu Božića. Jethro Tull i nadalje redovno koncertriraju, i nastupaju po brojnim tv emisijama.

## Diskografija
- This Was (1968.)
- Stand Up (1969.)
- Benefit (1970.)
- Aqualung (1971.)
- Thick as a Brick (1972.)
- A Passion Play (1973.)
- War Child (1974.)
- Minstrel in the Gallery (1975)
- Too Old to Rock 'n' Roll: Too Young to Die! (1976.)
- Songs from the Wood (1977.)
- Heavy Horses (1978.)
- Stormwatch (1979.)
- A (1980.)
- Broadsword and the Beast (1982.)
- Under Wraps (1984.)
- Crest of a Knave (1987.)
- Rock Island (1989.)
- Catfish Rising (1991.)
- Roots to Branches (1995.)
- J-Tull Dot Com (1999.)
- The Jethro Tull Christmas Album (2003.)
- The Zealot Gene (2022.)
- RökFlöte (2023.)
- Curious Ruminant (2025.)

## Vanjske poveznice
- Službene stranice sastava Jethro Tull  Arhivirana inačica izvorne stranice od 20. veljače 2011. (Wayback Machine) (engl.)